# Рабство в Литві
Рабство в Литві — система соціальних відносин, за якої окремі особи (раби) перебували в повній або частковій власності інших осіб (панів) на території Великого князівства Литовського та пізнішої Литви. На литовських землях рабство існувало із найдавніших часів і зазнало суттєвих змін упродовж середньовіччя та ранньомодерного періоду. Його форми, обсяги та правовий статус рабів еволюціонували під впливом християнізації, правових реформ, а також економічних і політичних процесів. Зрештою рабство було поступово витіснене кріпацтвом і формально скасоване в межах ширших соціальних перетворень.
Рабство скасував Третій Литовський статут у 1588 році. Кріпацтво або baudžiava, на території Великого князівства Литовського продовжувало існувати протягом усього періоду Речі Посполитої, а потім під владою Російської імперії аж до селянської реформи 1861 року.

## Історія
Починаючи з XIV століття (приблизно в той самий час, коли етнічна Литва була навернена з язичництва до християнства), переважній більшості населення була нав'язана феодальна система, яка разом з християнством нав'язувалася балтійським племенам. У другій половині XVI століття Волоцька реформа знищила залишки селянського землеволодіння, закріпила його феодальну монополію, розділила стани шляхти і селян (кріпаків); селянська земля стала власністю великого князя. Селяни, перетворені на кріпаків, становили понад 1/2 усіх селян Литви. Поступово польська мова та культура стали високою культурою, підпорядкувавши мову та культуру литвинів подібно до того, як селяни були підпорядковані феодальній неволі чи кріпацтву. Кріпацтво за визначенням було формою земельної кабали: по суті, рабством феодального шляхтича у формі неоплачуваної праці на землях його маєтку. Кріпосні селяни були юридично прив'язані до землі, тому той, хто володів землею, «володів» і ним. Таке рабство тривало з покоління в покоління, а кріпаків піддавали батогові, навіть тортурам або вбивствам за примхою шляхтичів та їхніх управителів маєтками.
Протягом XVIII століття, в останній третині Речі Посполитої, розпочався процес модернізації суспільства. 3 травня 1791 року ця тенденція знайшла відображення в прийнятій конституції, але подальший спонтанний розвиток був зупинений завойовниками та Третім розділом 1795 року. У 1795 році, після анексії Литви (без Ужнемунська та Клайпедської області) до Росії, кріпацтво стало суворішим. Селян почали продавати без землі. Селяни повинні були виконувати важку обов'язок рекрута. У Західній Європі кріпаків, на відміну від рабів, не можна було купувати, продавати чи торгувати окремо, хоча їх, залежно від місцевості, можна було продавати разом із землею. Натомість кріпаків у Східній Європі, або холопів, як їх називали в Росії, можна було торгувати як звичайних рабів, їх можна було знущатися без жодних прав на власне тіло, вони не могли залишати землю, до якої були прив'язані, і могли одружуватися лише з дозволу свого пана. Імперські урядовці розмовляли лише російською мовою. Після невдалих литовських повстань проти росіян у 1830 та 1831 роках, активістів яких було страчено або заслано до Сибіру: «Земельні володіння повстанців були роздані придворним фаворитам та іншим росіянам у рамках далекосяжного процесу колонізації, який призвів до значного припливу росіян».
Литовські кріпаки не були звільнені до указу російського царя в 1861 році. Але ця декларація, як і Прокламація про емансипацію 1863 року в США, не супроводжувалася земельною реформою. Коротко кажучи, звільненим литовським кріпакам не надали власної версії «40 акрів і мула», тому їхнім єдиним виходом, якщо вони залишалися в Литві, було продовжувати працювати на постфеодальних маєтках за жалюгідну зарплату та значною мірою залишатися підвладним грубому «правосуддю» все ще могутніх неофеодальних магнатів. Як форму репресій після невдалого Січневого повстання, доступність освіти для литовців була обмеженою — книги та газети литовською мовою були заборонені через заборону литовської преси з 1864 до 1904 року.

## Результат
У 1918 році, після довгої боротьби та Першої світової війни, литовці мали можливість здобути незалежність. Акт про незалежність Литви був підписаний Литовською радою 16 лютого 1918 року, проголошуючи відновлення незалежної Литовської держави, що керується на демократичних принципах, зі столицею у Вільнюсі. Вперше за кілька сотень років литовці отримали можливість вільного вибору занять і почали займатися ремеслами, професіями та торгівлею.